# 1816 Liberia

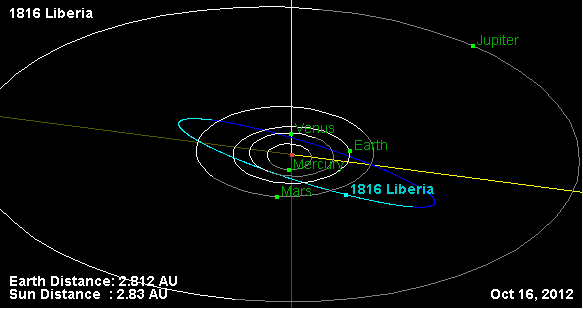

1816 Liberia è un asteroide della fascia principale. Scoperto nel 1936, presenta un'orbita caratterizzata da un semiasse maggiore pari a 2,3399552 UA e da un'eccentricità di 0,2176074, inclinata di 26,10202° rispetto all'eclittica.
L'asteroide è dedicato alla nazione africana della Liberia.